# Creature 3D
Creature 3D là phim 3D quái vật Ấn Độ 2014 của đạo diễn Vikram Bhatt.Phim có sự tham gia của Bipasha Basu và Imran Abbas trong vai chính. Phim sản xuất bởi Bhushan Kumar, Krishan Kumar và cùng đồng sản xuất là Ajay Kapoor dưới nhãn hiệu T-Series hợp tác với BVG Films.

## Phân vai
- Bipasha Basu vai Ahana Dutt
- Imran Abbas vai Kunal Anand/Karan Malhotra
- Mukul Dev vai Giáo sư Sadana
- Deepraj Rana vai Thanh tra Rana
- Mohan Kapoor vai bác sĩ Moga
- Shirish Sharma vai ba của Ahana
- Amit Tandon vai Arjun
- Aparna Bajpai vai Shruti
- Natasha Rana vai Psychiatrist
- Milind Pathak vai Gun Specialist/Hunter
- Bikramjeet Kanwarpal vai thanh tra Chaubey[4]

## Âm nhạc
Nhạc và lời trong phim đều được Mithoon biên soạn trừ bài "Sawan Aaya Hai" có nhạc và lời của Tony Kakkar. Nhạc phim chính thức phát hành vào ngày 31 tháng 7 năm 2014.
Tất cả nhạc phẩm được soạn bởi Mithoon, Tony Kakkar.
| Creature 3D Soundtrack | Creature 3D Soundtrack | Creature 3D Soundtrack | Creature 3D Soundtrack    | Creature 3D Soundtrack |
| STT                    | Nhan đề                | Phổ nhạc               | Thể hiện                  | Thời lượng             |
| ---------------------- | ---------------------- | ---------------------- | ------------------------- | ---------------------- |
| 1.                     | "Sawan Aaya Hai"       | Mithoon                | Arijit Singh              | 04:48                  |
| 2.                     | "Naam - E - Wafa"      | Mithoon                | Farhan Saeed, Tulsi Kumar | 5:15                   |
| 3.                     | "Hum Na Rahein Hum"    |                        | Benny Dayal               | 5:23                   |
| 4.                     | "Ek Pal Yahi"          | Mithoon                | Saim Bhat                 | 5:46                   |
| 5.                     | "Mehboob Ki"           | Mithoon                | Mithoon                   | 4:37                   |
| Tổng thời lượng:       | Tổng thời lượng:       | Tổng thời lượng:       | Tổng thời lượng:          | 25:09                  |